# Cecil Benfield Fairbanks
Cecil Benfield Fairbanks, britanski general, * 1903, † 1982.